# Anita Kelsey
Anita Kelsey (* in Mitcham) ist eine britische Singer-Songwriterin. Sie ist als Stimme zahlreicher Trance-Hits und als Backing Vocalist von Künstlern wie Boy George und den Spice Girls bekannt.

## Leben
Kelsey erzielte ihren ersten musikalischen Erfolg im Jahre 1997, als sie mit ihrem ersten Album mit der Band Sunship einen MOBO Award gewann. 1998 wurde sie vom Filmkomponist Trevor Jones angefragt, für den Soundtrack des Filmes Dark City zu singen. Zwei ihrer Songs wurden schließlich auf dem Soundtrack veröffentlicht. Weitere Filme mit ihrer Stimme sind unter anderem Merlin und Long Time Dead, in dem sie auch in der Eröffnungsszene mitspielte.
2004 kam Kelsey bei BMG Music Publishing unter Vertrag. Im selben Jahr startete sie auch verschiedene Trance-Kollaborationen, unter anderem mit Signum und Cor Fijneman. 2005 veröffentlichte sie mit Markus Schulz die Single First Time, die beim Label Armada Music erschien. Weitere erfolgreiche Kollaborationen sind Never Ever mit Tom Tom Le Chevalier und Falling mit First State.
Als Songwriterin war sie auch schon für verschiedene andere Künstler tätig. Sie war etwa Co-Writerin für den Song Home von Lost Witness, der von Tiff Lacey gesungen wurde.

## Diskografie
Solo-Singles
- 2004: Every Kiss

Kooperationen (Auswahl)
- 2000: About 2 feat. Anita Kelsey – Misled
- 2004: Signum feat. Anita Kelsey – Come Around Again
- 2004: Cor Fijneman feat. Anita Kelsey – Healing
- 2005: Markus Schulz feat. Anita Kelsey – First Time
- 2005: Markus Schulz feat. Anita Kelsey – Travelling Light
- 2006: DJ Shog feat. Anita Kelsey – Don’t Push Me Down
- 2006: Tom Tom Le Chevalier & Anita Kelsey – Never Ever
- 2006: Velvet Girl – Satisfy
- 2007: First State feat. Anita Kelsey – Falling
- 2007: Duderstadt & Anita Kelsey – Smile
- 2008: Hardsoul pres. Roog & Greg feat. Anita Kelsey – Wicked World
- 2009: Roog & Erick E pres. Housequake feat. Anita Kelsey – Shed My Skin
- 2009: Memento & Anita Kelsey – Can’t Sleep
- 2010: StoneBridge feat. Anita Kelsey – Love It
- 2010: StoneBridge, Chris Kaeser & Anita Kelsey – Rescue Me